# Dantes inferno
Dantes inferno (engelska: Dante's Inferno) är en amerikansk dramafilm från 1935 i regi av Harry Lachman. Filmen är löst baserad på Dante Alighieris Den gudomliga komedin. Huvudrollen spelas av Spencer Tracy. 

## Rollista i urval
- Spencer Tracy - Jim Carter
- Claire Trevor - Betty McWade
- Henry B. Walthall - Pop McWade
- Alan Dinehart - Jonesy
- Scotty Beckett - Alexander Carter
- Rita Hayworth - dansare (som Rita Cansino)
- Willard Robertson - byggnadsinpektör Harris
- Morgan Wallace - Chad Williford
- Robert Gleckler - Dean
- Don Ameche - man i pannrum (ej krediterad)